# SDHAF1
SDHAF1 (англ. Succinate dehydrogenase complex assembly factor 1) – білок, який кодується однойменним геном, розташованим у людей на довгому плечі 19-ї хромосоми. Довжина поліпептидного ланцюга білка становить 115 амінокислот, а молекулярна маса — 12 806.
| 10         |  | 20         |  | 30         |  | 40         |  | 50         |
| ---------- |  | ---------- |  | ---------- |  | ---------- |  | ---------- |
| MSRHSRLQRQ |  | VLSLYRDLLR |  | AGRGKPGAEA |  | RVRAEFRQHA |  | GLPRSDVLRI |
| EYLYRRGRRQ |  | LQLLRSGHAT |  | AMGAFVRPRA |  | PTGEPGGVGC |  | QPDDGDSPRN |
| PHDSTGAPET |  | RPDGR      |  |            |  |            |  |            |

A: Аланін

C: Цистеїн

D: Аспарагінова кислота

E: Глутамінова кислота

F: Фенілаланін

G: Гліцин

H: Гістидин

I: Ізолейцин

K: Лізин

L: Лейцин

M: Метіонін

N: Аспарагін

P: Пролін

Q: Глутамін

R: Аргінін

S: Серин

T: Треонін

V: Валін

Кодований геном білок за функцією належить до шаперонів. 
Локалізований у мітохондрії.